# Вандель, Карл Фредерик
Карл Фредерик Вандель (дат. Carl Frederik Wandel; 15 августа 1843 — 21 апреля 1930) — датский морской офицер, исследователь Арктики, историк.

## Карьера
Стал офицером военно-морского флота Дании в 1863 году, дослужившись до звания капитана в 1892 году, контр-адмирала в 1899 году и вице-адмирала в 1905 году. Оставил действительную службу в 1911 году.
Принимал активное участие в гидрографических работах.

## Научное наследие
- Maritime Warfare in the Danish and Norwegian waters 1807—1814 (1915),
- Danmark og Barbareskerne 1746—1845 (1919),
- Nogle Livserindringer (1923),
- The Danish Commerce attempt in the Orient in the eighteenth century (1927).

## Награды
- Орден Святых Михаила и Георгия

## Память
- Море Ванделя.